# António de Macedo Papança
António de Macedo Papança (Reguengos de Monsaraz, 18 de julho de 1852 — Lisboa, 17 de julho de 1913), 1.º visconde e depois 1.º conde de Monsaraz, foi um advogado, político e poeta português. Exerceu as funções de deputado (1886) e de par do Reino (1898) nas Cortes da Monarquia Constitucional e foi sócio da Sociedade de Geografia de Lisboa e do Instituto de Coimbra e sócio correspondente  da Academia Real das Ciências de Lisboa e da Academia Brasileira de Letras. Como escritor produziu uma obra de pendor naturalista, eivada de nacionalismo. Como poeta foi prolífico, alinhando pela estética parnasiana, com grande preocupação formal, por vezes um tanto retórica.

## Biografia
Nasceu em Reguengos de Monsaraz, filho de Joaquim Romão Mendes Papança, um abastado proprietário rural alentejano, o maior do respectivo concelho, e de sua esposa Maria Gregória de Évora Macedo. A família estava ligada à política local, detendo grande influência no concelho, onde o seu tio Manuel Augusto Mendes Papança (1818-1886) foi presidente de câmara e grande benemérito. Depois de uma infância na Quinta das Vidigueiras, em Reguengos de Monsaraz, frequentou o ensino secundário na Escola Académica de Lisboa e matriculou-se em 1869, com apenas 17 anos de idade, no curso de Direito da Universidade de Coimbra. Formou-se bacharel no ano de 1874, aos 22 anos de idade.
Ainda estudante revelou-se como poeta, publicando o poema Avante, obra de forte pendor liberal e patriótico, correspondendo a uma fase romântica da sua inspiração. Influenciado pela poesia de João Penha e de Cesário Verde, com quem privou, a sua poesia evoluiu para a estética parnasiana, mostrando uma crescente preocupação formal, marcada por uma eloquência um tanto retórica, atingindo momentos de marcado dramatismo. A sua poesia foi progressivamente derivando para um exacerbado nacionalismo, aproximando-se nesta vertente à obra de António Sardinha, ilustrando a transição da estética parnasiana para as correntes neo-românticas e ruralistas dos finais do século XIX e das décadas iniciais do século XX.
Na prosa, colaborou regularmente em diversos jornais e revistas, nomeadamente A Folha, A Evolução, Renascença (1878-1879?), Ilustração Portuguesa, Ribaltas e Gambiarras (1881) Brasil-Portugal (1899-1914)  e, a título póstumo,  na revista   Contemporânea (1915-1926). Traduziu diversas obras para o teatro, ao mesmo tempo que escrevia obras de carácter historiográfico, num estilo que alia traços de naturalismo com os cânones da corrente nacionalista que no primeiro quartel do século XX procurou reviver aquilo que os seus cultores, quase todos ligados à vertente monárquica mais conservadora da política da época, consideravam como os verdadeiros valores da cultura lusa.
Aderiu ao Partido Progressista, ao tempo liderado por Anselmo José Braamcamp, sendo eleito deputado pela primeira vez em 1886, representando o círculo eleitoral de Évora. A 17 de Março de 1898 tomou assento na Câmara dos Pares. Em 1900 foi embaixador-delegado português ao Congresso da Paz.
A 8 de Abril de 1886 foi eleito sócio correspondente da Academia Real das Ciências de Lisboa por proposta de Raimundo António de Bulhão Pato, Pinheiro Chagas, Visconde de Benalcanfor e Inácio de Vilhena Barbosa. Em 7 de Outubro de 1910 foi também eleito sócio correspondente da Academia Brasileira de Letras, por proposta de Alcindo Guanabara, José Júlio da Silva Ramos, Valentim Magalhães, José do Patrocínio e Filinto de Almeida, tendo sucedido ao dramaturgo norueguês Henrik Ibsen na Cadeira 13 daquela academia, cadeira que tem como patrono o brasileiro Domingos Borges de Barros.
Era considerado pelos seus contemporâneos um "homem encantador", gozando de "largo e aristocrático prestígio no meio mundano e político", que mantinha em Lisboa a sua "corte alentejana de artistas, um salão literário, uma vida larga, uma linda cabeça de aedo", levando uma vida simultaneamente de "palaciano e lavrador". Ao contrário da tradição poética nacional, "foi precisamente quando instalado num título e numa alta situação social que melhor revelou a emoção duma ardente vida interior. Macedo Papança, ao chegar a Lisboa, vindo de Reguengos, era um vate sorridente e aristocrático. Foi o Conde de Monsaraz que regressou ao drama da terra, à écloga da sua província, à alma das charnecas e dos montados, à viola do velho Brás e à graça matinal das azinhagas em flor. Foi na época dourada da sua existência que ele sentiu melhor a humilde gestação do povo, o divino crepúsculo dos horizontes de sobreiros e de giestas em que nascera. Foi então que nele surgiu o admirável poeta regional que ia criar o lirismo alentejano e lhe ia dar o lugar que lhe compete, de um dos clássicos da nossa poesia moderna, ao lado de Cesário Verde e de Gonçalves Crespo". De entre as várias obras poéticas, destacam-se Crepusculares (Coimbra, 1876); Catharina de Athayde (1880); e Telas históricas (1882).
Monárquico convicto, com a implantação da República Portuguesa optou pelo exílio, partindo voluntariamente para Suíça e daí para a França,fixando-se em Paris. Doente, regressou a Lisboa no início de 1913, falecendo a 17 de Julho daquele ano, na véspera do seu 61.º aniversário. Foi sepultado na Figueira da Foz, terra natal da esposa.
Foi elevado a 1.º visconde de Monsaraz, por decreto de 17 de Janeiro de 1884, do rei D. Luís I, e depois a 1.º conde de Monsaraz, título criado a seu favor pelo rei D. Carlos I, por decreto de 3 de Maio de 1890. Em 1906 foi feito comendador da Ordem de Santiago da Espada e em 1907 recebeu a grã-cruz da Ordem de Afonso XII de Espanha (Orden Civil de Alfonso XII). A escola secundária de Reguengos de Monsaraz tem o seu nome, Escola Secundária Conde de Monsaraz.
Casou em 1888 com Amélia Augusta Fernandes Coelho Simões, filha de Joaquim António Simões, grande proprietário e negociante da Figueira da Foz e membro do Partido Progressista. Deste casamento nasceu, em 28 de Fevereiro de 1889, um único filho, o jornalista e político Alberto de Monsaraz, 2.º conde de Monsaraz.

## Principais obras publicadas
- Crepusculares, 1876;
- Catarina de Ataíde, 1880;
- Telas Históricas: I - O Grande Marquês;
- Telas Históricas: II - A Lenda do Jesuitismo, 1882;
- Obras de Macedo Papança, Conde de Monsaraz; Poesias, 1882-1891;
- Do último Romântico, Páginas Soltas, 1892;
- Benvinda (poema dramático em 5 actos), 1903;
- Musa Alentejana, l908;
- Lira de Outono (colectânea póstuma), 1952;
- Obras (3 vols.), 1957-1958.